# الرابطة الدولية لفلم الرسوم المتحركة-هوليوود
ASIFA-Hollywood، هي منظمة غير ربحية في لوس أنجلوس، كاليفورنيا، الولايات المتحدة، وهي عضو فرعي من الرابطة الدولية لأفلام الرسوم المتحركة (بالإنجليزية: Association Internationale du Film d'Animation) أو "ASIFA". والغرض منها هو تشجيع فن أفلام الرسوم المتحركة بمجموعة متنوعة من الطرق، بما في ذلك أرشيفات خاصة , وتقديم الجوائز السنوية، جوائز إيني. وتعرف أيضا باسم الجمعية الدولية لأفلام الرسوم المتحركة (بالإنجليزية: International Animated Film Society).
توجد العديد من فروع ASIFA في جميع أنحاء العالم؛ في الولايات المتحدة، هناك فروع في سان فرانسيسكو، ومدينة نيويورك، وأتلانتا، وسياتل، ومنطقة ديترويت، وغيرها، بينما على المستوى الدولي، توجد منظمات في آنسي، وفرنسا، وإيطاليا، واليابان. ترعى ASIFA أيضًا العديد من مهرجانات أفلام الرسوم المتحركة في جميع أنحاء العالم، بما في ذلك مهرجان ASIFA-Hollywood للرسوم المتحركة للطلاب. ويتضمن أرشيفًا افتراضيًا ومتحفًا ومكتبة ومنشأة بحثية، تحتوي على مشروع أرشيف ASIFA-Hollywood للرسوم المتحركة.

### الحفاظ على الفيلم
قبل عام 1950، تم تصوير الصور المتحركة وطباعتها على مخزون أفلام نترات غير مستقر وقابل للاشتعال والذي تحلل بمرور الوقت، مما يعرض العديد من أفلام الرسوم المتحركة المبكرة لخطر الضياع. من خلال مشروع الحفاظ على الرسوم المتحركة، تسعى ASIFA-Hollywood إلى إنقاذ الرسوم الكاريكاتورية المهددة بالانقراض، وتجمع الأموال للحفاظ عليها في مخزون الأفلام الآمنة والأفلام الرقمية.

## وصلات خارجية
الموقع الرسمي
لا توجد روابط لمواقع التواصل الاجتماعي.